# Dacnusa subfasciata
Dacnusa subfasciata är en stekelart som beskrevs av Vladimir Ivanovich Tobias 1998. Dacnusa subfasciata ingår i släktet Dacnusa och familjen bracksteklar. Inga underarter finns listade i Catalogue of Life.